# Kile trbušnog zida
Kile trbušnog zida, hernije abdominalnog zida, bruh  je izbočenje peritoneuma kroz urođene ili stečeni otvor, koje trajno ili prolazno sadržava delove trbušnih organa. Ukoliko je izbočenje trbušnog sadržaja pod kožom, radi se o spoljašnjoj kili. Kada do hernijacije dolazi u unutrašnjosti trbušne šupljine, u peritonealnim otvorima i recesusima, radi se o unutarnjoj kili.

## Istorija
Problematika kila u medicini je stara koliko i samo čovečanstvo, o čemu svedoče brojni pisani dokazi koji datiraju duboko u istoriju. Prvi zapisi potiču iz Antičke Grčke i Egipta.
- Stari Egipćani su još 1500.godine p. n. e. u Ebersovom papirus opisali simptomatologiju i predložili metode lečenje kile.
- U Antičkoj Grčkoj, Galen (130-200.),  je prvi precizirao anatomiju i patološku osnovu kila, naglasivši da je njihov nastanak posledica rupture peritoneuma i rastezanja naležućih fascija i mišića. Predložio je i lečenje u vidu ligature kilne kese zajedno sa semenskim snopom i resekciju odgovarajućeg testisa,. Iva hirurška tehnika zbrinjavanja kila vremenom je postala zlatni standard toga doba i koristila se vekovima.
- Veliki iskorak u zbrinjavanju kila nastao je u periodu Vizantije zahvaljujući lekaru Paulusu Aginetau (625-690.), koji u potpunosti napustio Galenovu metodu i predložio zbrinjavanje kila u vidu otvaranja kilne kese i repoziciji kilnog sadržaja u trbušnu šupljinu.
- Celi srednji vek, koji je bio mračno doba pratila je stagnacija nauke pa tako i medicinskog zbrinjavanja kila.
- Veliki iskorak u zbrinjavanju kila nastupio je procvatom renesanse u 16. veku, kada dolazi do novih, vrlo preciznih anatomskih otkrića,. Tadašnji hirurzi počinju izrađivati vrlo sofisticirane instrumente, koji su korišćene isključivo u hirurške svrhe. Nepoznavanje rada u aseptičnim uslovima doveo je do visoke smrtnosti, a stopa recidiva kod preživelih bila je vrlo visoka.
- Početak 19. veka obeležen je razvojem anestezije i antiseptičkih postupaka, što je direktno uticalo na veliki napredak hirurgije i hirurškog zbrinjavanja kila.
- Krajem 19. i početkom 20. veka na scenu stupa veliki italijanski hirurg Eduardo Bazini (1844-1924 .), koji uvodi revolucionarnu hiruršku tehniku zbrinjavanja ingvinalnih kila u vidu pojačanja zadnjeg zida ingvinalnog kanala ušivanjem mišićnog tkiva u tri sloja. Ovu tehniku ubrzo je prihvatio veliki broj hirurga i sledećih decenija ona se uspešno primjenjivala uz brojne modifikacije.
- Kanadski hirurg Earl Shouldice (1891-1965)  40-ih godina 20. veka modificirajući Bazinijevu tehniku, u hirurgiju uveo je metodu četvoroslojnog zatvaranja zadnjeg zida upotrebom produžnog šava, uz primenu lokalne anestezije, što postaje zlatni standard zbrinjavanja ingvinalne hernije zbog visoke stope preživljenja i relativno niske stope recidiva kila.
- Dolaskom na scenu Irvinga Lichtensteina (1920-2000), napuštaju se dotad razvijene tehnike i u zbrinjavanju kila počinje da se koristiti bestenziona hirurška metoda , koja je donela revoluciju jer se umesto vlastitog tkiva, u premošćavanju defekta, počeo koristiti sintetički materijal. Ova metoda ostala je zlatni standard hernioplastike do današnjih dana.
- Osim Lichteinsteinove metode, danas se sve češće upotrebljavaju i minimalno invazivne laparoskopske metode zbrinjavanja kila, dominantno transabdominalnim preperitonealnim pristupom (skraćeno TAPP) i totalnim ekstraperiotenalni pristupom (skraćeno TEP).[3][4]

## Anatomija trbušnog zida
Trbuh ili abdomen je najveći deo ljudskog tela, čiji središnji deo čini trbušna duplja, sa trbušnim organima. Sa spoljne strane trbušna šupljina zatvorena je trbušnim zidom koji čini; koža, potkožno masno tkivo, mišići, krvni sudovi i fascije. Glavni trbušni mišići su: poprečni trbušni mišić, ravni trbušni mišić, spoljnji kosi trbušni mišić, unutrašnji kosi trbušni mišić i četvorougaoni slabinski mišić.
Granice trbuha
Anatomski prostor trbuha koji se proteže od rebrenog luka kranijalno do prepone, odnosno ingvinalne veze kaudalno, omeđen je donjom ivicom rebara i dijafragmom sa gornje strane, karličnim kostima (stidnim predelom) sa donje, i bokovima sa leve i desne strane.
Trbušna šupljina
Trbušnu šupljinu (лат. cavitas abdominis), ispunjavaju: 
- Organi za pasažu hrane (trbušni deo jednjaka, želudac, tanko, debelo, zavijeno i pravog cevo
- Jetra žučna kesa i žučni putevi
- Gušterača
- Nadbubrežne žezde
- Bubrezi i gornji deo mokraćovoda
- Krvni i limfni sudovi i živci

Trbušni zid
Trbušni zid obavija i štiti trbušnu šupljinu. Gledano sa površine prema dubini, višeslojne je strukture. Ispod kože najpovršinskiji sloj naziva se površna trbušna fsacija subcutanea (лат. fascia abdominalis superficialis), koju čine {{|panniculus adiposus abdominis}}, Camperova fascija, koja zavisi od uhranjenosti osobe, i može biti debljine 10 i više santimetara i stratum membranosum abdominis- Scarpina fascija koja, kao deo fascije tela pokriva trbušne mišiće, omotač pravog mišića, i kranijalno prelazi u grudnu fasciju, a kaudalno sa druge strane preponskog ligamenta u fasciju bedra.

## Epidemiologija
Morbiditet
Na globalnom nivou oko 75% svih kila prednjeg trbušnog zida lokalizovan je u preponi. Najveći procenat preponskih kila (95%) su ingvinalne kile. Dok se oko 1% novorođenčadi rađa se sa nekom vrstom urođene kile (najčešće preponskom kilom), stečene kile karakteriše stopa incidencije od 2 do 3%.
Polne razlike
Ingvinalne kile su najčešći tip i kod muškaraca i kod žena. Otprilike 25% muškaraca i 2% žena ima ingvinalnu kilu tokom svog života. Odnos muškaraca i žena za indirektnu ingvinalnu kilu je 7:1.
Klizne kile su mnogo češće kod muškaraca nego kod žena, a prevlast raste s godinama. Butne ili femoralne kile (iako su generalno retke) češće se javljaju kod žena zbog razlika u anatomiji karlice (odnos mera žena i muškaraca, 1,8:1). 
Pupčane kile su podjednako česte kod muške i ženske dece, ali su 3 puta češće kod odraslih žena nego kod odraslih muškaraca (ukupni žensko : muški odnos je, 1,7:1). 
Incizijske ili ventralne kile su također češće kod žena (ukupni žensko : muški odnos je 2:1), dok je kod obturatorne kile (ukupni žensko : muški odnos 6:1).
Epigastrične kile imaju prevalenciju od 0,5% i češće su kod muškaraca (ukupni žensko : muški odnos 1:3).
Starosne razlike
Povećana stopa komplikacija kila (inkarceracija, strangulacija, perforacija crijeva) evidentirana je u svim starosnim grupama, sa vrhom javljanja stečenih kila između dvadesete i pedesete godine života)

## Kile prednjeg trbušnog zida

### Pupčana kila
Pupčana ili umbilikalna kila je protruzija trbušnih organa u peritonealnom sakus kroz potkožni pupčani (umbilikalni) otvor. Javlja se u prvom mesecu života kod oko 80% novorođene dece, telesne mase između 1.000 i 1.500 g i u oko 20% dece preko 2.500 g. 
Pupčani (umbilikalni) otvor, kroz koji prolaze umbilikalni krvni sudovi za vreme fetalnog razvoja, zaostaje kao slabo mesto na prednjem trbušnom zidu, čak i po otpadanju pupčanika neposredno posle rođenja. Kroz njega, u stanju povišenog intraabdominalnog pritiska (plač, kašalj, defekacija ili bilo kakvom drugo napinjanje) može doći do hernijacije trbušnih organa, što se manifestuje povremenim ili progresivnim prominiranjem kilne u predelu pupka. 
Pupčana kila se javlja po tipu prave kile, gde kilnu kesu čine koža, potkožno tkivo i sak od parijetalnog peritoneuma, a sadržaj su obično omentum ili crevna vijuga. Vremenom dolazi do retrakcije umbilikalnog otvora i spontanog povlačenja kile, najčešće do kraja prve godine života deteta.
Kod pupčanih kila, u poređenju sa drugim vrstama kila, povećana je stopa smrtnosti kod uklještenja. Ove potencijalno smrtonosne komplikacije posledica su promena unutar samih kila u vidu perforacije, kožne infekcije, sepse i sl. ili nastaju postoperativno kada se obilni kilni sadržaj vrati u unutrašnjost trbuha, na svoje anatomsko mesto u kome je, uslovno rečeno, „izgubio pravo boravka”.
Ukoliko se pupčana kila klinički manifestira i otkrije u odraslom dobu najčešće se radi o gojaznim ženama srednje životne starosti. Najčešći uzroci nastanka pupčanih kila kod odraslih su:
- gojaznost
- tečnost u trbušnoj šupljini
- višestruka trudnoća
- prethodna operacija trbuha

Ovakav tip kile nastaje zbog jakog povećanja volumena trbušne šupljine, odnosno svim patološkim stanjima u kojima je intraabdominalni pritisak povišen. Takve hernije mogu biti vrlo velike, i do veličine dečje glave, a u kilnoj se kesi nalazi većina mobilnih intraperitonealnih organa. U tako velikim kilama često se nalaze džepovi nalik divertikulima, koji povećavaju mogućnost uklještenja

### Supraumbilikalna kila
Supraumbilikalna kila nastaje kroz defekt u srednjoj liniji prednjeg trbušnog zida, neposredno iznad, na oko 1 cm od umbilikalnog (pupčanog) otvora. Obično su manjeg promera, uloživog za vrh prsta. 
Nastaju u stanju povišenog intraabdominalnog pritiska, kada može doći do prominiranja supraumbilikalne kile. 
S obzirom da se ne radi o prirodnom otvoru, ne može doći ni do njegove spontane retrakcije, tako da je lečenje ove kile isključivo operativno, obično posle prve godine života

### Epigastrična kila
Epigastrična kila nastaje kroz defekt na linei albi. Lokalizovana je obično na sredini između ksifoidnog nastavka (лат. processus xsyphoideusa) i pupka, i najčešće se pojavljuje prolabira - njem preperitonealni lipom, koji se u tom regionu često sreće. Potkožni pseudotumor se postepeno povećava, povlačeći za sobom peritonealni sak, koji je obično bez sadržaja, ili sadrži samo deo omentuma.

### Spigelianova kila
Spigelianova kila ili lateralna ventralna kila je hernija koja prolazi Spigelianovu fasciju, odnosno njen aponeurotični sloj smešten između pravog trbušnog mišića, medijalno i polumesečaste linije, lateralno. Ovaj se tip kile nalazi ispod linije arkuate (лат. lineae arcuatae), jer tu anatomski ne postoji zadnja lamina fascije pravog trbušnog mišića (лат. m. rectus abdominis). 
Ovo je jako redak tip kile, koji se najčešće javlja kod osoba srednjeg životnog doba. Vrlo dobro je istražen, što potvrđuje podatak da u literaturi postoji preko 1.000 vrlo precizno opisanih kila.

## Preponska kila
Preponska kila ili ingvinalna kila je protruzija sadržaja trbušne duplje kroz ingvinalni (preponski) kanal, u kojem se inače nalazi spermatična vrpca (latinski funiculus spermaticus) i struktura koja se sastoji iz mišića, krvnih sudova i semenovoda (latinski vas deferens) i služi kao veza testisa sa ostatkom urogenitalnog sistema. 
Vrlo je često oboljenje sa učestalošću od 27% kod muškaraca i 3%  kod žena. Leči se operativno herniektomijom koja spada u red najčešćih operativnih zahvati posle holecistektomije (odstranjivanje žučne kese). 
Preponska kila delimo na kongenitalne i stečene, direktne i indirektne (prema nekim autorima na medijalne i lateralne), a prema etiologiji mogu biti primarne i rekurentne.

### Kongenitalne preponske kile
Kongenitalne preponske kile koje su 10 puta češća kod muške dece, javlja se u oko 1% novorođenčadi i predškolske dece. Sve kile iz ove grupe su indirektnog tipa s obzirom da je nastanak indirektne kilne kese direktno povezano sa spuštanjem testisa prema skrotumu (kod muške dece). Kod ženske dece glavna masa kile nalazi se u preponskom (ingvinalnom kanalu)  i u velikim usnama, lateralno od pubičnih kostiju, a kao kilni sadržaj neretko se nalazi jajnik.
Diferencijalna dijagnoza
U diferencijalnoj dijagnozi preponskih kila dečjeg uzrasta moraju se imati u vidu i hidrokele (hydrocele)  nakupina transudata iz trbušne šupljine unutar nepotpuno obliterisanog vaginalnog pupoljka peritoneuma u ingvinalnom kanalu i oko testisa. Komunikacija hidrokele i peritonealne šupljine može biti različite širine, ali je uvek dovoljno uska da nijedan trbušni organ ne može ući u nju, jer bi se tada radilo o pravoj kili.

### Preponska kila kod odraslih osoba
Indirektna, kosa ili lateralna preponska kila kod odraslih nastaje usled slabosti mišića i potpornih struktura preponskog (ingvinalnog) kanala uz povišenje intraabdominalnog pritiska.
Ove kile prolaze tokom celog ingvinalnog kanala kroz široki unutrašnji i spoljašnji ingvinalni prsten i spuštaju se prema mošnicama (skrotumu). Kilna kese se nalazi unutar funikulusa spermatikusa, koji je obavijen mišićnim vlaknima kremastera. 
Za ovaj se tip kile pretpostavlja se da imaju izraženu urođenu komponentu jer nastanak ovakve hernijacije zahtijeva kilnu kesu, koja se formira od nepotpuno obliterisanog procesusa vaginalisa nakon što se testis spustio u skrotum.
Indirektna kila odraslih može biti urošen ili stečena, koja se češće viđa kod muškaraca, u oko 30% slučajeva obostrano.
Ukoliko trbušni organi čine deo ili ceo zadnji zid kilne kese radi se o kliznoj kili. Desnostrano se obično radi o cekumu sa apendiksom, a levostrano dolazi do hernijacije mezosigme sa pripadajućim kolonom.
Kod žena, preponsku kilu nalazimo unutar okruglog ligamenta maternice, a klinički se manifestuje kao otok (edem) velike usne stidnice.
Direktna, prava ili medijalna kila je uvek stečena kil i većinom se nalazi kod muškaraca srednje i starije životne dobi, a u 55% slučajeva je obostrana. Do hernijacije dolazi kroz dno ingvinalnog kanala u Hasselbachovom trouglu medijalno od donjih epigastričnih krvnih sudova. Ovo je mesto slabijeg otpora (locus minoris resistentiae)  jer dno ingvinalnog kanala Hasselbachova trougla čini transverzalna fascija ojačana aponeurozom istog mišića, koja je često vrlo slaba i nepotpuna. 
Direktne kile se prema tome nalaze u semenskom snopu i obično protrudiraju prema napred, iako se mogu pružati celom dužinom ingvinalnog kanala do skrotuma i nalegnuti uz semenski snop. Zbog toga je jedini siguran način razlikovanja direktnih od indirektnih preponskih kila njihov položaj u odnosu na donje epigastrične krvne sudove.

## Butna (femortalna) kila
Butna kila ili femoralna hernija je protruzija sadržaja trbušne šupljine kroz femoralni kanal. Nalazi se ispod ingvinalnog ligamenta u blizini femoralnih krvnih sudova i živaca. Ređe se javlja od preponske kile, a češća je kod žena nego kod muškaraca. Ponekad se može zameni sa preponskom kilom, što može biti uzrok neuspešnog operativnog tretmana jer je samo napravljena plastiku zadnjeg zida preponskog kanala.
Butna kila se klinički manifestuje kao izbočenje u preponi, ali ispod ingvinalnog ligamenta, a lateralno od nje pipa se puls arterije femoralis. Kila je obično mala jer ima uzak vrat, što je čini vrlo podložnom hernijaciji i vrlo teškoj repoziciji, jer joj je sadržaj često prirastao za kilnu kesu (лат. hernia accreta). 
Važno je naglasiti da se gotovo 40% butnih kila po prvi put manifestuje kao hitno stanje zbog inkarceracije ili strangulacije.

## Slabinska kila
Slabinske ili lumbalne kile su hernije bočnog zida trbušne šupljine. Kako se u ovom je području moguće naći dva kilna otvora: 
- Petitov trougao (latinski trigonum lumbale inferior), koji predstavlja polaznu osnovu za nastanak Petitove kile.
- Kostolumboabdominalni trougao ili Grynfeltt-Lesshaft trougao (latinski trigonum lumbale inferior) koji predstavljaju polaznu osnovu za nastanak Grynfelttove kile.

U najvećem broju slučajeva ove kila se javljaju kao hernijacija, koja se probija prema potkožju u području Petitovog trougla, čiju granicu: prema kaudalno formira kosi crevni greben, sa strane unutrašnji kosi trbušni mišić, i prema sredini tela leđni mišić. U normalnim anatomskim odnosima otvor Petitova trougla prekriven je završnom tetivom poprečnog trbušnog mišića, a uslov nastanka kile u ovom području je manji urođeni ili stečeni defekt tkiva spomenutih mišića ili aponeuroza. 
Kilni sadržaj levostranih slabinskih kila može biti silazni kolon, a ako je kila otkrivena na desnoj strani tela kilni sadržaj čini uzlazni kolon, slepo crevo ili tanko crevo. 
Kod ovih kila bolesnici se obično žale na nelagodnost i bol lokalizovan u ovoj regiji, a sumnju na kilu potvrđuje ultrasonografski pregled ili nalaz kompjuterizovana tomografije. 

## Kile u području male karlice
Mala karlica je prostor omeđen sakrumom, trtičnom, stidnim i sednim kostima,  mišićima i brojnim vezivnim sponama između njih. Ispunjava je rektum, mokraćna bešika i materica (kod žena), brojni krvni sudovi i živci. Zbog specifičnosti anatomskih odnosa i prostoru male karlice, postoji mogućnost nastanka kila. 
U stvarnoj kliničkoj praksi broj ovih kila je neznatna, a njihov procenat je gotovo nemjerljiv u upoređenju sa kilama drugih lokalizacija. Najznačajnije kile iz ove grupe su opturatorna i perinealna kila.  

### Opturtorna kila
Opturatorna kila (лат. hernia obturatoria) prolazi kroz opturatorni kanal prateći opturatorni živac i krvne sudove iz unutrašnjosti male karlice, ispod horizontalne grane stidne kosti u njeno spoljašnje područje ispod mišića ileopsoasa (лат. m. ileopsoas). 
Ova kila se pretežno javlja kod starijih žena sa splanhnoptozom i najčešće je obostrana. S obzirom da je kila mala i anatomski sakrivena pod mišićem, vrlo je teško uočljiva i opipljiva. Palpira se digitorektalno ili kod žena vaginalnim pregledom, pri čemu se u području opturacijskog otvora opipava napeta tkivna formacija, vrlo bolna na dodir.

### Perinealna kila
Perinealna kila (hernia perinealis) je redak oblik kile, koji nastaje samostalno ili kao usputan nalaz kod prolapsa debelog creva ili materice. Do hernijacije dolazi kroz lateralni otvor u analnom levatoru ili u medijalnoj liniji kroz dno karlice. 
Kod muškaraca promene se vide pod kožom uz anus, a kod žena su još vidljive i u zadnjem delu velikih stidnih usana (hernia pudendalis),  mada se nešto ređe izbočuju i u matericu (hernia vaginalis). 
Uklještenja ovih kila nisu dokumentovana, a veličina im dosta varira.
- Anatomski prostor kod oba pole u kome nastaje perinealna kila (hernia perinealis)
- Perinealni predeo muškarca
- Perinealni predeo žene

## Kila u postoperativnom ožiljku
Kila u postoperativnom ožiljku nakon operativne procedure mogu nastati na prednjem trbušnom zidu koji je na tom mestu anatomski izmenjen. Po statistici mogućnost pojave kile nakon hirurškog zahvata je od 2 do 10%. 
Ove kile praćene su osećajem pritiska, nelagodnošću, neodređenim bol i estetskim problemima (ispupčenje na trbuhu koje nastaje kada deo trbušnih organa izađe kroz kilni otvor i ispuni kilnu kesu).  Obično male kile, sa uzanim otvorom, prave veće tegobe od većih, a može se, desiti da se sadržaj koji je dospeo u kilnu kesu, prilikom vraćanja u trbuh uklješti. Onda sa pored već navedenih simptoma javlja povraćanje kao važan simptom uklještenja kile i zahteva hitnu operaciju.
Kako se nastala kila nikada neće spontano izlečiti, a vremenom se povećava rizik od komplikuje, njeno zbrinjavanje zahteva hiruršku intervenciju.

## Literatura
- Doherty GM, Way LW, editors. Current Surgical Diagnosis & Treatment. 12th Edition. New York: Mcgraw-Hill; 2006.
- N. Roberton “Textbook of neonatology”, Churchil Livingdtone 1989
- Harrison, M. R. (1981). „Correctio of cong. diaphragmatic hernia in utero”. J. Pediatr Surg. 16 (6): 934—942. PMID 7200135. doi:10.1016/S0022-3468(81)80849-4.
- Goldbloom R: Pediatric Clinical Skills, 2003, Elsevier Science
- Fanaroff A, Martin RJ: Neonatal-Perinatal medicine : diseases of the fetus and infant, 7 th edition,2003, Mosby Inc str 1537-1568

## Spoljašnje veze
- Dečja hirurgija Архивирано на веб-сајту  (9. мај 2021)
- Hirurgija dijafragme Архивирано на веб-сајту  (26. децембар 2017) —

|  | Molimo Vas, obratite pažnju na važno upozorenje u vezi sa temama iz oblasti medicine (zdravlja). |